# Danstärnarna (Askersunds socken, Närke, 652017-143422)
Danstärnarna är en sjö i Askersunds kommun i Närke och ingår i Motala ströms huvudavrinningsområde.